# Pietro Alessandro Guglielmi
Pietro Alessandro Guglielmi (Massa, 9 dicembre 1728 – Roma, 18 novembre 1804) è stato un compositore italiano.

## Biografia
Pietro Alessandro Guglielmi apparteneva a una famiglia di musicisti attivi a Massa tra il XVI e il XIX secolo. Ricevette la sua prima educazione musicale dal padre Jacopo (1690-1740), che era maestro di cappella, dal quale inoltre apprese l'arte di suonare il fagotto e la viola. Successivamente fu allievo anche del fratello Domenico (1713-1790), abate e futuro organista e maestro di cappella del duomo di Massa, che gli diede lezioni di tastiera. Grazie alle raccomandazioni di Alderano Cybo, duca di Massa, e successivamente della sua vedova, Ricciarda Gonzaga, nel 1746 iniziò a studiare sotto la guida di Francesco Durante al Conservatorio di Santa Maria di Loreto a Napoli, dove divenne maestrino nel 1750.
Lasciò l'istituto probabilmente nel 1754 e decise d'intraprendere la carriera di compositore d'opera. Il suo primo lavoro teatrale fu una commedia in napoletano, il dramma giocoso Lo solachianello 'mbroglione, data al Teatro dei Fiorentini di Napoli nell'inverno del 1757. In accordo con quanto affermato da Piovano, in quanto è il suo primo lavoro a noi sicuramente noto; secondo Florimo, invece, il debutto nel mondo dell'opera di P.A. Guglielmi sarebbe da stabilire nel 1739 con il Don Chichibio. Due anni dopo ricevette la sua prima commissione, l'intermezzo La ricca locandiera, che venne rappresentato al Teatro Capranica di Roma. Fino al 1763, anno in cui compose e mise in scena la sua prima opera seria, Tito Manlio, per il Teatro Argentina di Roma, visse soprattutto a Napoli e a Roma, dove scrisse diverse opere buffe e intermezzi per i teatri delle due città.
Negli anni successivi fu attivo nell'Italia settentrionale, soprattutto a Venezia. Grazie ai suoi numerosi successi si impose sulla scena musicale italiana, ma ben presto la sua fama si estese anche oltre i confini della penisola e si diffuse in tutta Europa. Nell'autunno 1767 su richiesta di Felice Alessandri si recò a Londra per condividere con costui i posti di compositore e di direttore musicale del King's Theatre, dove il 27 ottobre vi fu il suo debuttò londinese con il pasticcio Tigrane. Nello stesso periodo in Germania i suoi lavori incontrarono un grande successo: in particolare a Dresda dal 1769 al 1785 parecchi suoi lavori comici furono popolari e a Eszterháza dal 1778 al 1790 risultano essere state rappresentate diverse sue opere provenienti da Brunswick. Ciò permetterebbe di ipotizzare una probabile presenza a Brunswick.
Lasciò Londra nel 1772, città dove conseguì i suoi più grandi successi, per ritornare in Italia. Per quattro anni produsse nuove opere per i teatri di Venezia, Roma, Torino e Milano e nell'autunno del 1776 tornò a Napoli, dove rimase fino al 1793, dove scrisse dalle due alle cinque opere, sia serie che comiche, all'anno. In questo periodo diverse sue opere giunsero anche in Russia, dove risultano esser state allestite tra il 1778 e il 1800.
Negli anni che seguirono Guglielmi, forse anche per il suo carattere, forse un po' per l'età che avanzava, forse per la combattività delle nuove generazioni di operisti, accettò l'incarico di Maestro di Cappella della celebre Cappella Giulia in San Pietro, in Vaticano per la quale scrisse, fino a pochi giorni dalla morte, brani sacri di ogni genere (Messe, Mottetti ecc.) Fu forse l'essersi ritirato in questo esilio dorato anche la causa dell'oblio in cui cadde il suo nome dopo la morte, a discapito dei più famosi, ma non più geniali, Paisiello e Cimarosa.

## Considerazioni sull'artista

### L'opera seria
Nonostante sia particolarmente menzionato dagli storici per le sue opere comiche, egli nella sua epoca fu molto ammirato anche per le proprie opere serie, tant'è che veniva considerato alla stregua dei più celebri compositori del suo tempo, i quali si tenevano a passo con il mutare del gusto musicale, rimanendo così ugualmente innovativi. Egli inoltre contribuì significativamente allo sviluppo del genere, ponendosi in questo modo tra i compositori più innovativi: introdusse nei drammi brani d'assieme espansi, come il duetto e il trio, i quali dal 1765 vennero da lui collocati alla fine del primo e del secondo atto, ampliò l'importanza dei personaggi secondari, la partecipazione drammatica dell'orchestra, introdusse scene più complesse mediante l'integrazione di cori, danzatori e recitativi accompagnati.
Guglielmi impiegò un'ampia varietà di forme di aria. A partire dagli anni sessanta nei suoi lavori operistici sostituì la tradizionale aria da capo con la più moderna aria da segno, la quale venne sostituita intorno al 1770 dall'aria con forma binaria.

### L'opera comica
L'opera comica è il genere operistico che portò al massimo livello il talento compositivo di Guglielmi, nel quale egli seguì le mode formali della sua epoca. Negli anni sessanta e settanta del Settecento i suoi lavori erano per lo più composti da tre atti, mentre negli anni successivi dominava l'impostazione in due atti.

### La musica strumentale
A fianco della sua copiosissima produzione vocale, Guglielmi, come gli altri compositori coevi, non poteva non cimentarsi anche nell'ambito della musica strumentale. Osservando la sua musica da camera, scritta soprattutto durante il periodo londinese, e la sua musica da tastiera è possibile collocarlo stilisticamente nella tarda scuola musicale napoletana, quindi a fianco di Giovanni Marco Rutini, Mattia Vento, Domenico Cimarosa e Giovanni Paisiello. In particolare i suoi lavori tastieristici erano composti da due movimenti, un movimento iniziale veloce seguito da un minuetto o rondò.
Di certo le sonate per clavicembalo non possono competere con i lavori coevi di altri autori come i citati Vento, Cimarosa: sono spesso prolisse e mancano di originalità, cosa che invece non si può affermare per i quartetti per clavicembalo, 2 violini e violoncello, che li ha fatti diventare dei veri e propri concerti da camera, sull'esempio dei coevi concerti di Johann Christian Bach, che, guarda caso, risiedeva a Londra proprio nel periodo del soggiorno londinese di Guglielmi. Questi ultimi sono stati incisi per la prima volta nel 1996, per la Casa discografica Bongiovanni di Bologna, da Filiberto Pierami, che, nel 2000, ha diretto la prima esecuzione (seppure parziale) in tempi moderni del dramma sacro Debora e Sisara.

## Fonti
Data la sua sterminata produzione e il suo grande successo internazionale, copie di suoi lavori sono sparsi in ogni angolo del mondo. Purtroppo, l'omonimia tra Pietro Alessandro e suo figlio  Pietro Carlo, entrambi indicati Pietro Guglielmi, costituisce una difficoltà immensa per l'attribuzione delle loro opere, soprattutto dei lavori sacri. Di alcuni pezzi è tutt'oggi impossibile giungere all'effettiva paternità.

### Autografi
Le problematiche di attribuzione si riversano ovviamente anche sull'identificazione degli autografi. Sono segnalati 8 autografi di Pietro Guglielmi, di cui però è difficile discernere tra quelli di Pietro Carlo e quelli di Pietro Alessandro. Sicuramente di quest'ultimo sono gli stralci di Debora e Sisara contenuti in una antologia appartenuta a Domenico Dragonetti, oggi alla British Library di Londra, e si presume che un'aria di Tamerlano, contenuta in una miscellanea di 7 arie e 5 duetti (tutti di Pietro Alessandro tranne una canzone di Luigi Caruso), appartenuta a Vincenzo Bovio (forse uscita dalla copisteria dell'editore napoletano Luigi Marescalchi) e oggi conservata nell'Abbazia di Montecassino, possa essere di mano di Pietro Alessandro. Gli altri 6 autografi, a cui si aggiungono i più di 35 autografi parziali o possibili, sono tutti affetti dall'inestricabile ambiguità con Pietro Carlo. Più di 30 di questi documenti sono alla Santini-Bibliothek di Münster, e sono pezzi di musica sacra. La dicitura sul frontespizio di uno di essi, un Dixit a Quattro Concertato con tutti li Strumenti del Sigr Pietro Guglielmi di Massa di Carrara copiato da Francesco Faffi ma con stralci di altra mano, potrebbe indicare la paternità di Pietro Alessandro, effettivamente nato a Massa (Pietro Carlo era nato a Londra): forse è sua la calligrafia diversa da quella di Faffi presente nel documento, ma non ci sono prove ulteriori per confermarlo. A Montecassino ci sono arie teatrali segnate come autografe e forse sono di Pietro Alessandro, e una intera opera, in una partitura in due volumi appartenuta a Vincenzo Bovio, intitolata La Quakera spiritosa (segnata come rappresentata al Teatro dei Fiorentini di Napoli nel 1783), indicata semplicemente come di Guglielmi, potrebbe essere l'unico autografo pervenutoci di un'opera completa di Pietro Alessandro. Pezzi teatrali ritenuti autografi di un Guglielmi sono anche alla Bayerische Staatsbibliothek di Monaco di Baviera, e in San Giovanni in Laterano a Roma, luogo dove Pietro Alessandro passò la vecchiaia, c'è una sonata per cembalo, segnalata come possibile autografo. Infine, alla De Bellis Collection di San Francisco, un Credo a 4, indicato come possibile autografo, è segnato come di «P.C. Guglielmi», ma reca le date di nascita e morte di Pietro Alessandro.

### Copie manoscritte
Il maggiore numero di copie manoscritte coeve di opere attribuite a Pietro Alessandro sono all'Abbazia di Montecassino, che conserva più di 200 pezzi. Possiede più di 100 copie la Library of Congress di Washington e poco meno di un centinaio la Santini-Bibliothek di Münster. Circa 70 copie sono in possesso della De Bellis Collection di San Francisco, della British Library di Londra e del Musikabteilung del Preußischer Kulturbesitz della Staatsbibliothek zu Berlin. Tra le 40 e le 50 copie si conservano presso la Staats- und Universitätsbibliothek Carl von Ossietzky di Amburgo, il Koninklijk Conservatorium di Bruxelles, il Musik- och teaterbiblioteket di Stoccolma, la Sächsische Landesbibliothek/Staats- und Universitätsbibliothek (SLUB) di Dresda. Meno di 30 copie si segnalano presso l'Archivio Doria Pamphilj di Roma, il Kloster Einsiedeln (Canton Svitto), l'Accademia Filarmonica di Torino, la Bayerische Staatsbibliothek di Monaco di Baviera, la Biblioteca Privata dei Principi Massimo a Roma, il Conservatorio di Roma, la Jean Gray Hargrove Music Library di Berkeley (California). Questo per elencare le istituzioni con più copie, poiché, come detto all'inizio, le copie manoscritte dei lavori di Pietro Alessandro sono sparse in gran numero in ogni angolo d'Europa e d'America. Nella sola Italia si segnalano quasi 700 copie manoscritte dei pezzi di Pietro Alessandro.

### Edizioni a stampa
Per quel che riguarda le edizioni a stampa delle opere di Pietro Alessandro, il risultato non cambia, e suoi lavori si trovano conservati in gran numero in tutto il mondo, con l'Abbazia di Monteccassino a conservare il numero di copie stampate più ingente (circa 40 esemplari). La sua permanenza a Londra ha fatto sì che molte opere siano state pubblicate da editori inglesi (Birchall, Napier, Welcker, Skillern, Corri & Dussek ecc.), e per questo una delle istituzioni che oggi ospita la maggior parte di edizioni è la British Library di Londra.

## Composizioni

### Opere
Guglielmi fu un autore estremamente prolifico: scrisse più di cento opere, 9 oratori, un Requiem, un Miserere, mottetti, sinfonie, musica da camera, sonate, pezzi per clavicembalo e pianoforte. Nelle sue opera buffa vi è una vena di umorismo e leggerezza pari, se non superiori, a quelli dello stesso Domenico Cimarosa. I titoli dei suoi lavori più famosi sono:
- Lo solachianello 'mbroglione (dramma giocoso, libretto di D. Pignatero, 1757, Napoli)
- Il filosofo burlato (commedia per musica, 1758, Napoli)
- La ricca locandiera (intermezzo, libretto di Antonio Palomba, 1759)
- I capricci di una vedova (dramma giocoso, 1759, Napoli)
- La moglie imperiosa (commedia per musica, libretto di A. Villani, 1759, Napoli)
- I due soldati (dramma giocoso, libretto di Antonio Palomba, 1760, Napoli)
- L'Ottavio (commedia per musica, libretto di Gennaro Antonio Federico, 1760, Napoli)
- Il finto cieco (dramma giocoso, libretto di Pietro Trinchera, 1761, Napoli)
- I cacciatori (farsetta, basata su Li uccellatori di Carlo Goldoni, 1762, Roma)
- La donna di tutti i caratteri (commedia per musica, libretto di Antonio Palomba, 1762, Napoli)
- Don Ambrogio (intermezzo, 1762, Napoli)
- Tito Manlio (opera seria, libretto di Gaetano Roccaforte, 1763, Roma)
- La francese brillante (commedia per musica, libretto di Pasquale Mililotti, 1763, Napoli)
- Lo sposo di tre e marito di nessuna (commedia per musica, libretto di Antonio Palomba, 1763, Napoli)
- L'Olimpiade (opera seria in tre atti, libretto di Pietro Metastasio, 1763, Teatro San Carlo di Napoli con Caterina Gabrielli)
- Le contadine bizzarre (farsetta, 1763, Roma)
- Siroe re di Persia (opera seria, libretto di Pietro Metastasio, 1764, Firenze)
- Li rivali placati (dramma giocoso, libretto di Gaetano Martinelli, 1764, Venezia)
- Farnace (opera seria, libretto di Antonio Maria Lucchini, 1765, Roma)
- Tamerlano (opera seria, libretto di Agostino Piovene, 1765, Venezia)
- L'impresario d'opera (dramma giocoso, libretto di Bartolomeo Cavalieri, 1765, Milano)
- Il ratto della sposa (dramma giocoso, libretto di Gaetano Martinelli, 1765, Venezia)
- Adriano in Siria (opera seria, libretto di Pietro Metastasio, 1765, Venezia)
- Lo spirito di contradizione (dramma giocoso, libretto di Gaetano Martinelli, 1766, Venezia)
- Sesostri (opera seria, libretto di Pietro Pariati, 1766, Venezia)
- Demofoonte (opera seria, libretto di Pietro Metastasio, 1766, Treviso, Teatro Onigo)
- La sposa fedele (dramma giocoso, libretto di Pietro Chiari, 1766, Teatro San Moisè di Venezia)
- Antigono (opera seria, libretto di Pietro Metastasio, 1767, Milano)
- Il re pastore (opera seria, libretto di Pietro Metastasio, 1767, Venezia)
- Ifigenia in Aulide (opera seria, libretto di Giovan Gualberto Bottarelli, 1768, His Majesty's Theatre di Londra)
- I viaggiatori ridicoli tornati in Italia (dramma giocoso, libretto di Giovan Gualberto Bottarelli, dopo Goldoni, 1768, Her Majesty's Theatre di Londra)
- Alceste (opera seria, libretto di Ranieri de' Calzabigi, revisione di Giuseppe Parini, 1768, Milano)
- Ruggiero (opera seria, libretto di Caterino Mazzolà, dopo Ludovico Ariosto, 1769, Venezia)
- Ezio (opera seria, libretto di Pietro Metastasio, 1770, Londra)
- Il disertore (dramma giocoso, libretto di Carlo Francesco Badini, dopo Michel-Jean Sedaine, 1770, Londra)
- L'amante che spende (dramma giocoso, libretto di Niccolò Tassi, 1770, Venezia)
- Le pazzie di Orlando (dramma giocoso, libretto di Carlo Francesco Badini, dopo Ludovico Ariosto, 1771, Londra)
- Il carnevale di Venezia, o sia La virtuosa (dramma giocoso, libretto di Carlo Francesco Badini, 1772, Londra)
- L'assemblea (dramma giocoso, libretto di Giovanni Gualberto Bottarelli, basato su La conversazione di Carlo Goldoni, 1772, Londra)
- Demetrio (opera seria, libretto di Giovanni Gualberto Bottarelli, dopo Pietro Metastasio, 1772, Londra)
- Mirandolina (dramma giocoso, libretto di Giovanni Bertati, 1773, Teatro San Moisè di Venezia)
- La contadina superba, ovver Il giocatore burlato (intermezzo, 1774, Roma)
- Tamas Kouli-Kan nell'Indie (opera seria, libretto di Vittorio Amedeo Cigna-Santi, 1774, Firenze)
- Gl'intrighi di Don Facilone (intermezzo, 1775, Roma)
- Merope (opera seria, libretto di Apostolo Zeno, 1775, Teatro Regio di Torino) diretta da Gaetano Pugnani con Giacomo David
- Vologeso (opera seria, libretto di Apostolo Zeno, 1775, Milano)
- La Semiramide riconosciuta (opera seria, libretto di Pietro Metastasio, 1776, Teatro San Carlo di Napoli con Giovanni Ansani)
- Il matrimonio in contrasto (commedia per musica, libretto di Giuseppe Palomba, 1776, Napoli)
- Artaserse (opera seria, libretto di Pietro Metastasio, 1777, Roma)
- Ricimero (opera seria, basata su La fede tradita e vendicata di Francesco Silvani, 1777, Teatro San Carlo di Napoli con Giovanni Ansani)
- I fuorusciti (commedia per musica, libretto di Giuseppe Palomba, 1777, Napoli)
- Il raggiratore di poca fortuna (dramma giocoso, libretto di Giuseppe Palombam 1779, Napoli)
- La villanella ingentilita (commedia per musica, libretto di Francesco Saverio Zini, 1779, Napoli)
- Narcisso (intermezzo, libretto di Giuseppe Palomba, 1779, Napoli)
- La dama avventuriera (commedia per musica, libretto di Giuseppe Palomba, 1780, Napoli)
- La serva padrona (dramma giocoso, libretto di Gennaro Antonio Federico, 1780, Napoli)
- Le nozze in commedia (dramma giocoso, libretto di Giuseppe Palomba, 1781, Napoli)
- Diana amante (serenata, libretto L. Serio, basato su Endimione di Pietro Metastasio, 1781, Napoli)
- I Mietitori (commedia per musica, libretto di Francesco Saverio Zini, 1781, Napoli)
- La semplice ad arte (commedia per musica, libretto di Giuseppe Palomba, 1782, Napoli)
- La Quakera spiritosa (commedia per musica, libretto di Giuseppe Palomba, 1783, Napoli)
- La donna amante di tutti, e fedele a nessuno (commedia per musica, libretto di Giuseppe Palomba, 1783, Napoli)
- Li fratelli pappamosca (commedia per musica in 3 atti, libretto di Saverio Zini, 1783, Milano, Teatro alla Scala)
- Le vicende d'amore (intermezzo, libretto di Giovanni Battista Neri, 1784, Roma)
- I finti amori (commedia per musica, 1784, Napoli)
- La finta zingara (farsa, libretto di Giovanni Battista Lorenzi, 1785, Napoli)
- Le sventure fortunate (farsa, libretto di Giovanni Battista Lorenzi, 1785, Napoli)
- La virtuosa in Mergellina (dramma giocoso, libretto di Francesco Saverio Zini, 1785, Napoli)
- Enea e Lavinia (opera seria, libretto di Gaetano Sertor, 1785, Teatro San Carlo di Napoli)
- L'inganno amoroso (commedia per musica in 3 atti, libretto di Giuseppe Palomba, 1786, Teatro Nuovo (Napoli))
- Le astuzie villane (commedia per musica, libretto di Giuseppe Palomba, 1786, Napoli)
- Lo scoprimento inaspettato (dramma giocoso, libretto di V. de Stefano, 1787, Napoli)
- Laconte (opera seria in tre atti, libretto di Giuseppe Pagliuca, 1787, Teatro San Carlo di Napoli con Giacomo David)
- La pastorella nobile (commedia per musica, libretto di Francesco Saverio Zini, 1788, Napoli)
- Arsace (opera seria, basato su Il Medonte re d'Epiro di Giovanni De Gamerra, 1788, Venezia)
- Rinaldo (opera seria, libretto di Giuseppe Maria Foppa, dopo Torquato Tasso, 1789, Venezia)
- Ademira (opera seria, libretto di Ferdinando Moretti, 1789, Teatro San Carlo di Napoli con Giacomo David)
- Gl'inganni delusi (commedia per musica, libretto di Giuseppe Palomba, 1789, Napoli)
- Alessandro nell'Indie (opera seria, libretto di Pietro Metastasio, 1789, Teatro San Carlo di Napoli con David e Gennaro Luzio)
- La bella pescatrice (dramma giocoso, libretto di Francesco Saverio Zini, 1790, Teatro alla Scala di Milano)
- La serva innamorata (dramma giocoso, libretto di Giuseppe Palomba, 1790, Napoli)
- L'azzardo (commedia per musica, 1790, Napoli)
- Le false apparenze (commedia per musica, libretto di Giuseppe Palomba, 1791, Napoli)
- La sposa contrastata (commedia per musica, libretto di Francesco Saverio Zini, 1791, Napoli)
- Il poeta di campagna (commedia per musica, libretto di Francesco Saverio Zini, 1792, Napoli)
- Amor tra le vendemmie (commedia per musica, libretto di Giuseppe Palomba, 1792, Napoli)
- La lanterna di Diogene (dramma giocoso, libretto di Angelo Anelli, da Giuseppe Palomba, 1793, Venezia)
- Gli amanti della dote (farsa, libretto di Francesco Saverio Zini, 1794, Lisbona al Teatro Nacional de São Carlos)
- Admeto (opera seria, libretto di Giuseppe Palomba, 1794, Napoli)
- La pupilla scaltra (dramma giocoso, 1795, Venezia)
- Il trionfo di Camilla (opera seria, libretto di Silvio Stampiglia, 1795, Teatro San Carlo di Napoli con David)
- La Griselda (opera seria, libretto di Gaetano Sertor, 1796, Firenze)
- La morte di Cleopatra (opera seria, libretto di Simeone Antonio Sografi, 1796, Napoli)
- L'amore in villa (dramma giocoso, libretto di Giuseppe Petrosellini, 1797, Roma)
- Siface e Sofonisba (opera seria, libretto di Andrea Leone Tottola, 1802, Napoli)

### Altre opere attribuite a Guglielmi
- Le cantatrici villane
- La contea
- La donna bizzarra
- La donna re la fa
- I due baroni
- Il giavatore
- Mario in Numidia
- Morte di Cesare
- Pirro
- La scelta dello sposo (farsa)
- La serva astuta ed amorosa
- Sposo in periglio

### Oratori, cantate, serenate
- La madre de' Maccabei (componimento sacro, libretto di Giuseppe Barbieri, 1764, Roma)
- Componimento drammatico per le faustissime nozze de S.E. il cavaliere Luigi Mocenigo colla N.D. Francesca Grimani (libretto di A. M. Borga, 1766, Venezia)
- Telemaco (componimento drammatico, libretto di Giuseppe Petrosellini, 1775, Roma)
- Cantata per il genetliaco della sovrana e l'inaugurazione delle adunanze di una nuova Società Filarmonica (libretto di G. Jacopetti, 1776, Massa)
- Diana amante (serenata, libretto di Luca Serio, basato su Endimiione di Pietro Metastasio, 1781, Napoli)
- La felicità dell'Anfriso (componimento drammatico, libretto di Giuseppe Pagliuca, 1783, Teatro San Carlo di Napoli)
- Pallade (cantata, libretto di Carlo Giuseppe Lanfranchi Rossi, 1786, Teatro San Carlo di Napoli)
- Debora e Sisara (azione sacra, libretto di Carlo Sernicola, 1788, Napoli)
- La Passione di Gesù Cristo (oratorio, 1790, Madrid)
- Aminta (favola boscheraccia, libretto di C. Filomarino, 1790, Napoli)
- Il serraglio (cantata, libretto di A. L. Palli, 1790)
- La morte di Oloferne (tragedia sacra, basato su La Betulia liberata di Pietro Metastasio, 1791, Roma)
- Gionata Maccabeo (oratorio, libretto di Pietro Metastasio 1798, Teatro San Carlo di Napoli con Giacomo David)
- Il paradiso perduto, cioè Adamo ed Eva per il loro noto peccato discacciati dal paradiso terrestre (azione sacra, libretto di Rasi, 1802, Roma)
- Cantata sagra (libretto di A. Grandi, 1802, Roma)
- L'Asmida (cantata)
- L'amore occulto (cantata)
- La morte di Abele (oratorio)
- Le lagrime di San Pietro (oratorio)

## Incisioni discografiche
Il lungo oblio della musica di Guglielmi che solo nel recente passato è stato interrotto da incisioni discografiche ad opera dei maestro Filiberto Pierami (che ha inciso in prima assoluta per la Casa discografica "Bongiovanni" di Bologna i Sei Concerti da camera Op.1 e il maestro Paolo Biancalana,(che ha inciso in prima assoluti alcuni suoi lavori sacri, come il "Credidi" per soli, coro e orchestra, scritto durante gli anni romani). Inoltre, sempre a Filiberto Pierami, il merito della prima pubblicazione del dramma sacro "Debora e Sisara" (OTOS, Lucca, 2000), i Salmi 112 e 115, la Sinfonia in Mi Maggiore e gli stessi Concerti da camera Op.1, sempre per il tipi della Casa editrice OTOS di Lucca.
I Quartetti per clavicembalo, 2 violini e violoncello, proprio nella trascrizione in Concerti da camera sono stati diretti, incisi e pubblicati da Filiberto Pierami, musicologo, compositore e direttore d'orchestra. Nel 1996, infatti, la Casa Discografica ha lanciato sul mercato discografico i 6 Concerti da camera Op.1 del compositore, che hanno avuto un notevole successo di pubblico e critica (cfr. la recensione su "Amadeus" nº100, che ha classificato la qualità nell'incisione e dell'interpretazione "ottima"). Nel 2000, sempre ad opera di Filiberto Pierami, i 6 Concerti da Camera Op.1 sono stati pubblicati dalla Casa Editrice OTOS di Lucca.